# Mordechai Maklef

Generalul israelian Mordechai Maklef.

Mordechai (Motke) Maklef (în ebraică מרדכי (מותקה) מקלף‎; n. 19 ianuarie 1920, Motza⁠(d), Palestina sub mandat britanic – d. 22 februarie 1978, Ierusalim, Israel) a fost un general și manager israelian. A îndeplinit funcția de șef al Marelui Stat Major al Armatei Israeliene (al treilea din istoria acestui oficiu) în perioada 1952-1953.

## Familia și primii ani
Mordechai Maklef s-a născut în familia lui Arie Leib Makleff și Batya Haia, născută Czemerinski în moșavul Motza, de lângă Ierusalim, părinții săi fiind dintre întemeietorii localității.
În tulburările antievreiești ale arabilor palestineni din anul 1929 (cunoscute in istoria evreilor ca tulburările din anul Tarpat), în data de 23 august, locuitori ai satului arab vecin Kaluniye,  s-au năpustit asupra casei familiei Makleff, care se afla la marginea așezării și au omorât majoritatea membrilor familiei. Mordechai, în vârstă de 9 ani, a fost unul din puținii supraviețuitori ai masacrului, alături de fratele său Haim și sora sa Hanna. El a scăpat, sărind de la etajul al doilea al casei părintești. Între asasini s-a numărat și un cioban care a lucrat în slujba familiei, precum și un polițist care era singurul din zonă care poseda o armă de foc. Măcelul de la Motza, în care au pierit părinții lui Mordechai,un frate și două surori, precum și doi oaspeți ai familiei, a cutremurat populația evreiască a Palestinei, aflată pe atunci sub regimul mandatar britanic.

## Anii de școală și serviciul militar
Mordechai a fost preluat in ingrijirea unor rude ale familiei la Ierusalim si apoi la Haifa, El a învățat la școala Tahkemoni din Ierusalim și a terminat studiile liceale la Liceul Real din Haifa. De tânăr s-a înrolat în rândurile organizației de apărare semi-subterane evreiești Hagana.
El s-a antrenat in cadrul unitatilor  de asalt de noapte, întemeiate din rândurile evreilor de către Orde Wingate.
După izbucnirea celui de al Doilea Război Mondial, Makleff s-a inregistrat în Brigada evreiasca palestineană din cadrul Armatei britanice și a luptat pe frontul nord african și italian. In iulie 1942 a primi gradul de sergent, iar la eliberarea din armata in august 1946 a fost ridicat la rangul de maior. A rămas un timp în Europa pentru a asista emigrația ilegală a evreilor în Palestina, care se organizase în pofida Cărții Albe restrictive impuse de autoritățile britanice, care voiau să câștige de partea lor opinia publica arabă, de asemenea s-a ocupat de achiziționarea de arme pentru statul evreiesc în curs de constituire. 
Întors în Palestina s-a realăturat forțelor Hagana.
În cursul Războiului de independență al Israelului, Makleff a luptat în brigada Carmeli, ca ofițer superior de operațiuni și apoi ca general de brigadă, participând la bătăliile de lângă Haifa și Acra. El a luat parte și la operația Hiram, în care forțele evreiești au preluat controlul asupra  întregii Galilei. 
După război, Mordechai Makleff a condus delegatia israeliană la negocierile cu Libanul si Siria.
În noiembrie 1949 a fost numit șef adjunct al Statului Major al armatei israeliene, secondându-l pe Yigael Yadin și șef al serviciului operații al armatei.   

## Șef al statului major
După demisia lui Yadin in 1952, Makleff care avea numai 32 ani, a fost însărcinat să-l înlocuiască ca șef al statului major. El a acceptat, dar numai cu condiția limitării exercitării funcției sale la o perioadă de un an.
Odată în post, a fost nevoit să se răfuiască adesea cu energicul director al Ministerului apărării, Shimon Peres, mâna dreaptă a ministrului, premierul Ben Gurion. 
După ce a insistat în repetate rânduri asupra nevoii unei reforme a relațiilor dintre armată  și Ministerul Apărării, Makleff a demisionat la 11 octombrie 1953.
În timpul serviciului său la comanda armatei, Israelul a trebuit să se măsoare cu atacuri ale unor „guerrilleri” palestineni, așa numiții fedaini, pornind de pe teritoriul Cisiordaniei (atunci parte a Iordaniei) și al fâșiei Gaza )pe atunci sub control egiptean) care atacau așezările civile israeliene de frontieră.
Ca reacție la aceasta, Makleff l-a însărcinat pe maiorul Ariel Sharon să creeze o unitate de comando care sa contraatace bazele fedainilor dincolo de frontieră și să pună capăt atacurilor lor ucigașe. Atunci Sharon a înființat unitatea 101, care a condus în cursul anului 1953
o lungă serie de raiduri de represalii. Ulterior această unitate a fost cooptată în Brigada de parașutiști.   
Makleff a dispus și întemeierea unității 131 care a organizat celule de spionaj în statele arabe inamice cu scopul de a fi activate în caz de reluarea războiului. După un an, celula din Egipt a fost expusă evenimentelor care au dus la declanșarea „Afacerii rușinoase”.

## Cariera civilă
Mordehai Makleff și-a încetat activitatea de șef al Statului Major al armatei la 7 decembrie 1953.
În continuare el și-a făcut un nume și la conducerea unor poziții cheie în sectorul economic public al Israelului. Între anii 1955-1968 el a fost directorul general al Întreprinderii Mării Moarte, care a dezvoltat industria fosfaților în această zonă. Apoi a fost directorul general al Serviciului de  valorificare a citricelor și al concernului Chimicals Israel.
Mordechai Makleff a murit în 1978, la vârsta de 58 ani, în urma unui atac de cord în cursul unei vizite în R.F.Germania.
A fost înmormântat în parcela militară a cimitirului Kiryat Shaul din Tel Aviv.
Mordechai Makleff a fost căsătorit cu Ora, născută Pfeffer, și a avut doi copii.

## In memoriam
- În amintirea sa, numele Mordechai Makleff a fost dat taberei intendenței militare din Ramat Gan
- Societatea israeliană de medalii și monede a emis medalii de argint și bronz cu efigia sa